# Francis Perrin (Schauspieler)

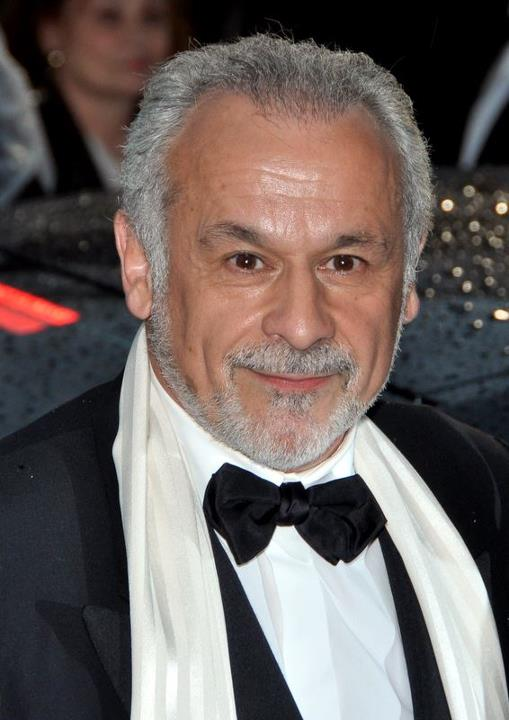
Francis Perrin (Cannes 2012)

Francis Perrin (* 10. Oktober 1947 in Versailles, Frankreich) ist ein französischer Schauspieler, Filmregisseur und Drehbuchautor.

## Biografie
Francis Perrin ist der Sohn zweier Filmtechniker, die für Sacha Guitry arbeiteten. Er studierte Schauspiel ab 1966 am Conservatoire national supérieur d’art dramatique. Anschließend spielte er mehrere Jahre Theater, bevor er 1972 in dem von Daniel Georgeot inszenierten Fernsehfilm Les chemins de fer an der Seite von Jacques Marin und Dominique Paturel als Filmschauspieler debütierte.

## Filmografie (Auswahl)
Schauspiel
- 1972: Les chemins de fer
- 1973: Le concierge
- 1974: Die Ohrfeige (La gifle)
- 1974: Drei glorreiche Musketiere (Les trois mousquetaires)
- 1974: Irrtum einer Liebesgeschichte (On s'est trompé d'histoire d'amour)
- 1975: Man hat's nicht leicht auf dieser Welt (C'est dur pour tout le monde)
- 1976: Der Pförtner vom Maxim (Le chasseur de chez Maxim's)
- 1976: Die verrückten Reichen (Folies bourgeoises)
- 1978: Ein Mann sucht eine Frau (Robert et Robert)
- 1980: Wer hat den Schenkel von Jupiter geklaut? (On a volé la cuisse de Jupiter)
- 1981: Schatz, das ist ein starkes Stück (Le roi des cons)
- 1985: Sowas kann nur mir passieren (Ça n'arrive qu'à moi)
- 1986: Der Debütant (Le débutant)
- 1987: Scheidung auf Französisch (Club de rencontres)
- 1990: Ein Mann weiß zu viel (Présumé dangereux)
- 1996: Der grüne Planet – Besuch aus dem All (La belle verte)
- 2010: Glück auf Umwegen (La chance de ma vie)
- 2012: Thérèse (Thérèse Desqueyroux)
- 2014: Kommissar Caïn (Caïn, Fernsehserie, 1 Folge)
- ab 2021: Demain nous appartient (Fernsehserie)

Regie und Drehbuch
- 1982: Tête à claques
- 1984: Le joli coeur
- 1985: Ça n'arrive qu'à moi
- 1986: Der Debütant (Le débutant)
- 2003: À un cheveu près
- 2003: L'amour est aveugle
- 2003: Terminus
- 2005: Un fil à la patte